# シボグモ
シボグモ Anahita fauna Karsch, 1879 は、シボグモ科のクモの1種。網を張らず歩き回るクモで、コモリグモに似ている。この科では日本で普通に見られるのは本種のみである。

## 特徴
体長は雌で約10mm、雄では7-8mm。雌雄の性的二形は雄が雌より一回り小さい程度。背甲は黄褐色で中央両側に濃褐色の縦筋模様がある。また両側縁沿いにも褐色の斑紋が並んでいる。背面は多少盛り上がり、前端は幅が狭い。眼は8眼2列だが、前後列とも後曲（側眼が中眼より後に位置する）が大きい為、前側眼が後中眼の横にあって、全体として2・4・2の3列になっているように見える。
歩脚も黄褐色で黒褐色の斑紋があるが、足の末端に近づくほど色が濃くなっている。腹部も黄褐色でやはり中央両側に褐色の縦筋斑があるが、後方では内側に矢筈状の切れ込みのような模様が出る。全体で見ると頭胸部から腹部にかけて、真っ直ぐに黄褐色の帯があり、それを両側から濃褐色の線が区切って見え、その後方では輪郭が波状になっているのが印象的である。
和名は腹部の模様が絞り模様のようなまだらであることから。古くは別名としてドクグモモドキがあった。これは、この種がコモリグモに似ている為である（コモリグモ科はかつてドクグモ科の名であった）。

## 分布と生息環境
日本全土に分布。国外では韓国と中国から知られる。平地から山地まで生息域は広い。市街地の公園から水田や農耕地周辺、草原、河原、林の中から林道沿いまで様々な環境で見られる。

## 生態など
網を張らず、歩き回って獲物を探す徘徊性のクモである。地表や落ち葉の間を歩き回ったり、石や倒木の陰に潜んでいるのを見る。成体は5-9月に見られる。
卵嚢は袋状で、袋は二重構造。まず外の面を平らに作り、その上に壺状の内嚢を作り、その中に産卵する。卵嚢は落ち葉や草の上に貼り付け、雌親はそれを抱えるようにして守る。約一ヶ月で孵化する。

## 分類など
本種の含まれるシボグモ属は日本では本種しか知られていない。同科としては他に2種あるが、いずれも分布は局地的であり、広く見られるのは本種だけである。シボグモ科は熱帯域に種が多く、大型種や有毒種を含む目立つ科であるが、日本では本種がこれを代表している格好である。ただし、本種は日本のクモではとても古くから知られている種でもある。
外見的に似たものにシボグモモドキ Zorea spimata があるが、これはミヤマシボグモ科に属する。はっきりした差としては前眼列の後曲が小さく、3列には見えない点が上げられる。
だが、より大まかに言えば、この種はコモリグモ科のものに似ている。外形もそうであるが、その動きもまたよく似ている。区別点としては目の配列が大きく異なる。コモリグモ科では前列4眼は小さくて、後列4眼が大きく発達して強く後曲する。そのためやはり3列に見えるが、シボグモが2・4・2であるのに対してコモリグモ科は4・2・2である。なお、この両者は系統的にはかなり遠い。コモリグモは三爪類で、造網性から転じて徘徊性になったと考えられるのに対して、本種は二爪類であり、生粋の徘徊性と考えられている。